# Голубовский, Виктор Александрович
Ви́ктор Алекса́ндрович Голубо́вский (род. 22 июля 1985, Салават, Башкирская АССР, РСФСР) — российский спидвейный гонщик. Чемпион России в командном зачёте. Бронзовый призёр чемпионата Европы среди пар 2011 г.

## Карьера
Родился в городе Салавате, где и стал заниматься спидвеем. С 2002 года в составе клуба «Салават» начинает принимать участие в розыгрышах КЧР. Первая гонка: «Мега-Лада» — «Салават», 2 июня 2002 года, первый заезд: 3. Кузин, К.Корнев, Р.Иванов, Голубовский, итого в матче 0 очков (0;0;0), победа «Мега-Лады» 65:25. Первое набранное очко: гонка «Салават» — «Восток», 8 июня 2002 года, заезд 5. К.Корнев, Г.Харченко, Голубовский, Карайченцев-и, итого в матче 1 очко (1;п;0;0), победа «Салавата» 47:42.
С 2002 года и по 2012 выступал за клуб «Салават», за исключением сезона-2009, когда клуб не участвовал в КЧР. За это время стал бронзовым призёром командного чемпионата страны 2004 г., серебряным призёром парного чемпионата 2008 г.
Особенно успешным для спортсмена стал сезон-2011, в котором Виктор Голубовский в паре с Ренатом Гафуровым завоевал бронзовую медаль чемпионата Европы среди пар, а также стал единственным российским гонщиком, дошедшим до финала Гран-При Челлендж.
Перед сезоном 2013 перешёл в СК «Восток», с которым стал серебряным призёром чемпионата страны.
С 2009 по 2013 год в составе клуба «Колеяж» (Равич) выступал в польских Второй и Первой спидвейных лигах.

## Среднезаездный результат
| Лига         | 2002          | 2003          | 2004          | 2005          | 2006          | 2007          | 2008          | 2009           | 2010            | 2011           | 2012           | 2013           | 2014         | 2015         |
| ------------ | ------------- | ------------- | ------------- | ------------- | ------------- | ------------- | ------------- | -------------- | --------------- | -------------- | -------------- | -------------- | ------------ | ------------ |
| Флаг России  | 0,536 Салават | 1,370 Салават | 1,381 Салават | 1,300 Салават | 1,262 Салават | 1,278 Салават | 1,478 Салават | -              | 1,667 Салават   | 1,545 Салават  | 1,667 Салават  | 1,667 Восток   | 1,667 Восток | 1,115 Восток |
| (I)          | -             | -             | -             | -             | -             | -             | -             | -              | -               | -              | -              | 1,513 Колеяж Р | -            | -            |
| (II)         | -             | -             | -             | -             | -             | -             | -             | 1,182 Колеяж Р | 1,816 Колеяж Р  | 2,046 Колеяж Р | 1,941 Колеяж Р | -              | -            | -            |
| Флаг Украины | -             | -             | -             | -             | -             | -             | -             | -              | 1,333 Ураган    | -              | -              | -              | -            | -            |
| Флаг Дании   | -             | -             | -             | -             | -             | -             | -             | -              | 0,200 Холстебро | -              | -              | -              | -            | -            |

## Достижения
| - Чемпионат России по спидвею среди юношей: в командном зачёте — 2 место (2002) - Чемпионат России по спидвею среди юниоров: в командном зачёте — 3 место (2004), 2 место (2005, 2006) в парном зачёте — 3 место (2006) - Чемпионат России по спидвею в командном зачёте — 3 место (2004), 2 место (2013, 2014), 1 место (2015) в парном зачёте — 2 место (2008), 3 место (2015) - Мемориал Александра Баскакова (Салават) — 1 место (2002), 3 место (2008) - Мемориал Йозефа Кампера (Начбах-Лойперсбах) — 2 место (2012) - Кубок мэра Равича — 3 место (2012) | На международных соревнованиях Юниорские соревнования ЛЧЕЮ — 7 место в ½ финала (2004) Взрослые соревнования ЛЧЕ — 18 место (2012, участвовал в 1 финале из 4, заменяя Г.Лагуту) ПЧЕ — 3 место (2011) , 4 место в ½ финала (2012) ККМ — 11 место (2004) ЛЧМ — не участвовал Гран-При Челлендж 2012 — 17 место в финале Гран-При Челлендж 2013 — 12 место в ¼ финала Гран-При Челлендж 2014 — 16 место в ½ финала |  |